# 栃木県道281号板荷引田線

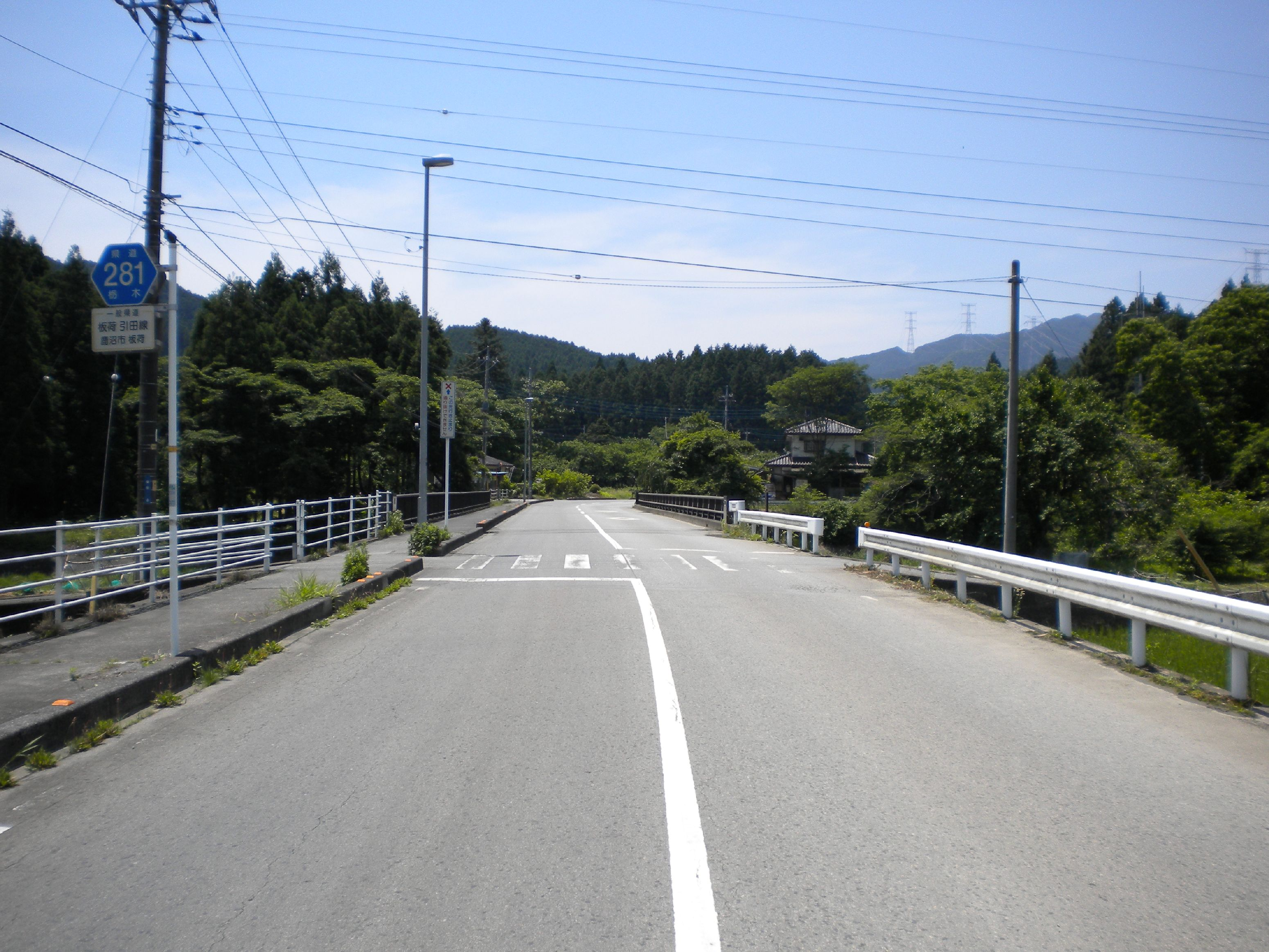
鹿沼市板荷（起点）付近

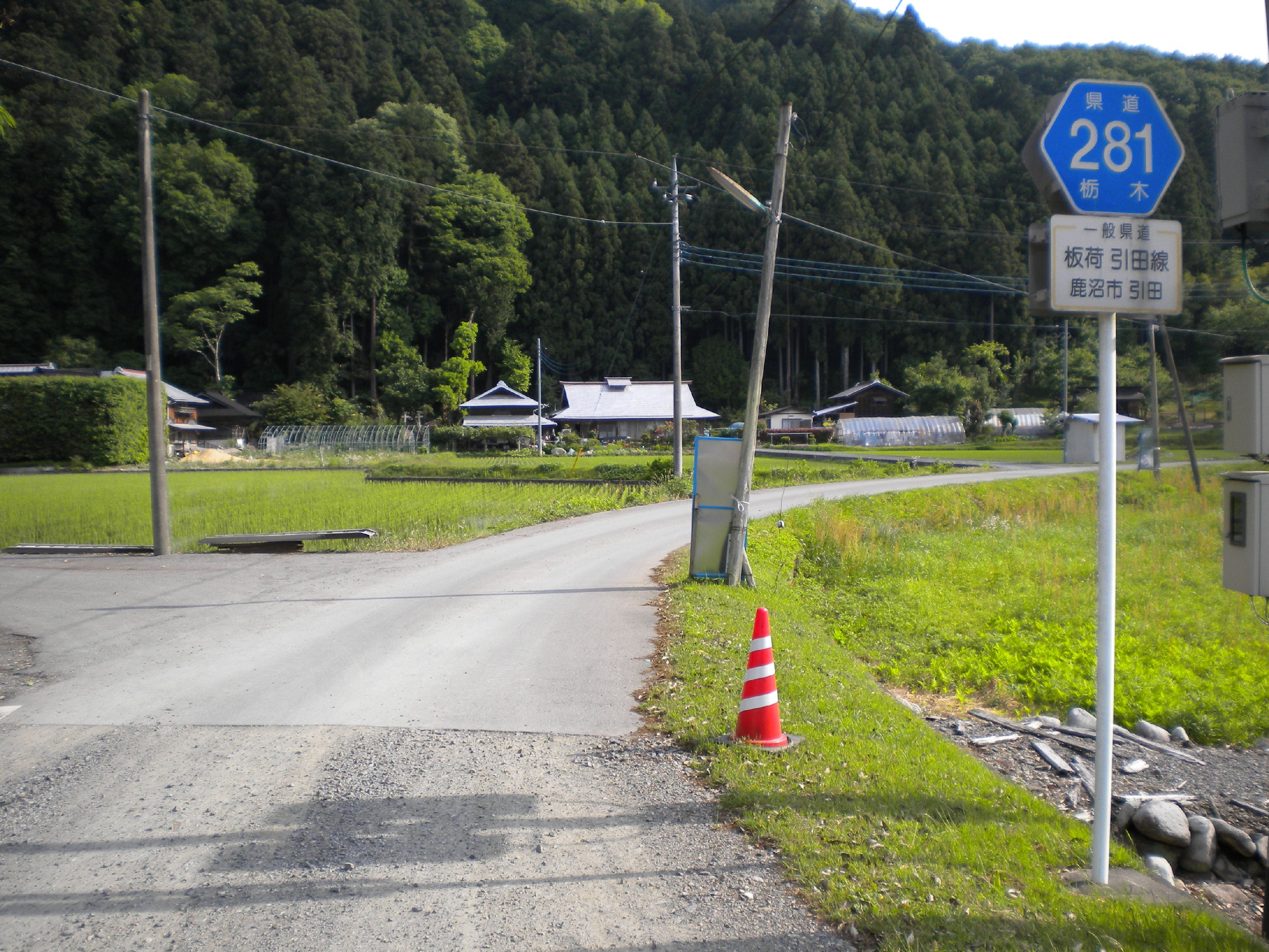
鹿沼市引田（終点）付近

栃木県道281号板荷引田線（とちぎけんどう281ごう いたがひきだせん）は、栃木県鹿沼市に位置する一般県道である。

## 概要
鹿沼市北東部の板荷地区（旧板荷村）から南西に向かい東大芦地区（旧東大芦村）北部の引田に向かう路線である。板荷字柿沢から引田字片山までの一部区間が県道認定以来未開通となっていたが、思川開発事業の一環として同未開通区間の整備が行われ、トンネル整備と現道拡幅により、2017年（平成29年）11月12日に開通した。

## 路線データ
- 総延長：4.887km
- 起点：栃木県鹿沼市板荷（栃木県道164号板荷玉田線交点）
- 終点：栃木県鹿沼市引田（栃木県道14号鹿沼日光線、栃木県道280号入粟野引田線交点）
- 認定：1974年（昭和49年）3月29日